# Leluthia mexicana
Leluthia mexicana är en stekelart som beskrevs av Cameron 1887. Leluthia mexicana ingår i släktet Leluthia och familjen bracksteklar. Inga underarter finns listade i Catalogue of Life.